# فرودگاه صحرایی هاتفیلدال
فرودگاه صحرایی هاتفیلدال (به انگلیسی: Hattfjelldal Airfield) (به زبان بومی: Hattfjelldal flyplass) یک فرودگاه است که یک باند فرود بتن دارد و طول باند آن ۲۰ متر است. این فرودگاه در کشور نروژ قرار دارد و در ارتفاع ۲۱۰٬۳ متری از سطح دریا واقع شده‌است.